# College of Europe
Das College of Europe (englisch) oder Collège d’Europe (französisch), inoffiziell auch niederl. Europacollege, poln. Kolegium Europy oder dt. Europakolleg, ist ein postgraduates Hochschulinstitut für europäische Studien, mit Standorten im belgischen Brügge, im polnischen Natolin und im albanischen Tirana.

## Geschichte
Das College of Europe in Brügge wurde 1949 gegründet und ist damit das älteste Postgraduate Institut im Bereich europäische Integration. Die Gründung geht auf den Haager Europa-Kongress der Europäischen Bewegung zurück. Der spanische Politiker Salvador de Madariaga schlug eine entsprechende Gründung vor.
Jährlich machen ungefähr 400 Studierende aus über 50 Nationen ihren Abschluss in den Fachbereichen Rechtswissenschaften, Wirtschaftswissenschaften, Politik- und Verwaltungswissenschaften sowie Internationale Beziehungen und Diplomatie. Die Absolventen sind dann in den Europäischen Institutionen, Verbänden, Unternehmen und nationalen Verwaltungen, Behörden, Anwaltskanzleien und der Diplomatie tätig.
Das College of Europe in Natolin wurde 1992 als Schwestercampus von Brügge gegründet und wird derzeit von rund 120 Studenten jährlich besucht. Der Campus in Natolin bietet ein breites interdisziplinäres Studium. Die „European Interdisciplinary Studies“ untergliedern sich in die vier Schwerpunktbereiche EU Public Affairs and Policies (Governance, Entscheidungsprozesse), European History and Civilization (Geschichte und Zivilisation Europas), The EU and its Neighbours (Europäische Nachbarschaftspolitik) und The EU in the World (EU-Außenpolitik). Ein dritter Campus wurde 2024 in Tirana eröffnet. Hier kann ein Masterabschluss in „European Transformation and Integration“ erworben werden.
Jedes Jahr besuchen Regierungs- und Staatschefs, Europäische Kommissare wie auch zahlreiche andere Persönlichkeiten das Europakolleg. So besuchte im November 2010 die deutsche Bundeskanzlerin Angela Merkel die Hochschule in Brügge. 2014 besuchte der chinesische Präsident Xi Jinping das College of Europe und hielt eine Grundsatzrede über die Beziehungen zwischen der EU und China.

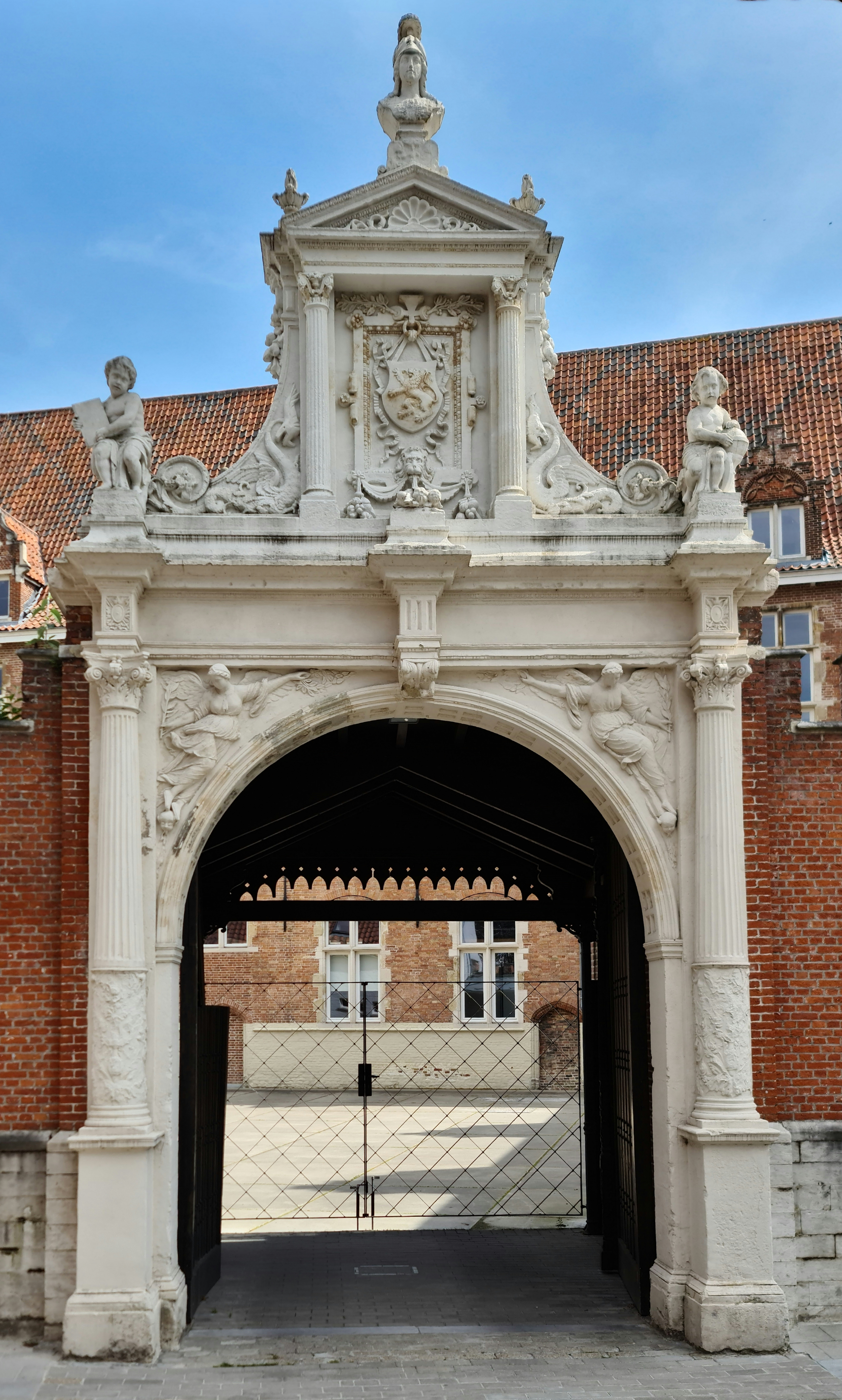
Tor zum Europakolleg an der Bomgardstraat

Der Hochschulcampus in Belgien befindet sich in der historischen Altstadt von Brügge, im Gebäude Dijver 10, 11. Der polnische Campus befindet sich in einem Naturschutzgebiet am südlichen Stadtrand von Warschau (30 min mit der Metro vom Stadtzentrum). Die Gebühren für das Studium schließen Kosten für Unterkunft und Verpflegung auf dem Campus ein; dadurch wird ein enges Zusammenleben der international zusammengesetzten Studierendengruppe erzielt.

## Reputation und Rankings
Nach Ansicht der Times ist das College of Europe „für die europäische politische Elite, was die Harvard Business School für die amerikanische Unternehmenswelt ist“. Der Spiegel schreibt, dass das Europakolleg „Europas letzte Bastion“ sei. Seit einem halben Jahrhundert bilde es Europas Lenker aus. Ein Abschluss des Colleges „eröffnet Karrierechancen etwa als gut bezahlter Beamter bei der EU-Kommission, im Rat, im Europaparlament oder als Lobbyist für einen der ungezählten Verbände, für Großkanzleien oder Unternehmensvertretungen. Tausende Absolventen des 1949 gegründeten College of Europe haben vorgemacht, dass diese Rechnung aufgeht: Brüssel ist ein Tummelplatz von Brügge-Absolventen.“ Die berüchtigte „Brügge-Mafia“ habe schon dem ein oder anderen zu einem guten Job verholfen. Politico fand in einer Recherche zum Studienhintergrund von hochrangigen EU-Beamten und Europaabgeordneten heraus, dass 8,3 % der über 600 untersuchten Lebensläufe ein Studium am College of Europe beinhalten – deutlich mehr als jeder anderen Universität.

## Alumni (Auswahl)

### Alumni des College of Europe in Brügge, Belgien (seit 1949)
- Frans Alphons Maria Alting von Geusau, niederländischer Rechtswissenschaftler und Diplomat
- Árni Páll Árnason, isländischer Politiker, ehemaliger Wirtschaftsminister des Landes
- Arad Benkö, österreichischer Diplomat
- Ledi Bianku, Richter am Europäischen Gerichtshof für Menschenrechte
- Franz Ceska, österreichischer Botschafter in Belgien und Frankreich, Ständiger Vertreter bei den Vereinten Nationen in Genf.
- Nick Clegg, britischer Politiker
- Luc Coene, belgischer Wirtschaftswissenschaftler und Gouverneur der belgischen Nationalbank (NBB)
- Louise Fréchette, stellvertretende Generalsekretärin der Vereinten Nationen
- Otto von der Gablentz, deutscher Diplomat und Wissenschaftler
- Eddy Hartog, niederländischer Beamter und Parlamentsabgeordneter für Volt in der Ersten Kammer der Generalstaaten
- Margit Hellwig-Bötte, deutsche Diplomatin, seit 2009 deutsche Botschafterin in Kenia
- Simon Henry Ward Hughes, britischer Politiker und Parlamentsabgeordneter für die Liberal Democrats
- Philip Hoffmann, Mitglied des Deutschen Bundestages
- Marc Jaeger, Richter am Gericht der Europäischen Union
- Josef Joffe, Herausgeber der Zeit und Professor für Politikwissenschaften an der Stanford University
- Pål Jonson, Schwedischer Verteidigungsminister
- Claudia Kahr, Richterin am österreichischen Verfassungsgericht
- Helen Keller, Professorin für Völkerrecht an der Universität Zürich, Mitglied im Menschenrechtsausschuss der Vereinten Nationen, Richterin am Europäischen Gerichtshof für Menschenrechte seit 2011
- Franz Josef Kuglitsch, österreichischer Diplomat
- Jo Leinen, deutsches Mitglied des Europäischen Parlaments, Präsident der Europäischen Bewegung International, ehemaliger Präsident der Europa-Union
- Manuel Marín, ehemaliger Präsident der Europäischen Kommission
- Andreas Maurer, EU-Integrationsforscher
- Thomas Mayr-Harting, österreichischer Diplomat
- Andreas Melán, österreichischer Diplomat
- Holger Michael, deutscher Botschafter in Bangladesch
- Enzo Moavero Milanesi, italienischer Minister für Europapolitik
- Thomas Nader, österreichischer Botschafter in Ägypten und Irland
- Jim Oberstar, ehemaliges Mitglied des amerikanischen Repräsentantenhauses
- Valerie Plame, ehemalige CIA-Agentin
- Willibald Pahr, ehemaliger Außenminister (Österreich) und Generalsekretär der UN Welt Tourismus Organisation
- Ursula Plassnik, ehemalige Außenministerin Österreichs, Mitglied der Österreichischen Volkspartei
- Nikola Poposki, Außenminister Nordmazedoniens und ehemaliger ständiger Vertreter Mazedoniens bei der Europäischen Union
- Albert Rohan, ehemaliger Generalsekretär des österreichischen Außenministeriums und UN envoy
- Jacek Saryusz-Wolski, polnisches Mitglied des Europäischen Parlaments
- Alexander Schallenberg, Außenminister Österreichs, ehemaliger Bundeskanzler Österreichs, Mitglied der Österreichischen Volkspartei
- Margaritis Schinas, griechischer Politiker, Vizepräsident der EU-Kommission und als Kommissar für die Förderung des europäischen Lebensstils zuständig für Migration, Gleichheit und Diversität
- Thomas Schmid, Bürgermeister von Garmisch-Partenkirchen und ehemaliger Angehöriger des Diplomatischen Dienstes der Bundesrepublik Deutschland
- György Schöpflin, ungarischer Politiker, Wissenschaftler und Politiker, Mitglied des Europäischen Parlaments
- Alyn Smith, schottisches Mitglied des Europäischen Parlaments, der Scottish National Party (SNP)
- Guy Spitaels, ehemaliger belgischer Politiker und Ministerpräsident Walloniens
- Alexander Stubb, Vizepräsident der Europäischen Investitionsbank in Luxemburg und ehemaliger Ministerpräsident von Finnland
- Helle Thorning-Schmidt, Geschäftsführerin von Save the Children International und ehemalige Premierministerin von Dänemark und ehemals Vorsitzende der dänischen Sozialdemokraten
- Ferdinand Trauttmansdorff, österreichischer Botschafter in Tschechien (2010–2015).
- Helmut Türk, Richter am Internationalen Seegerichtshof, ehemaliger österreichischer Botschafter in den USA
- Marc van der Woude, Richter am Europäischen Gerichtshof
- Adrien Zeller, ehemaliger französischer Minister in der Regierung von Jacques Chirac (1986–1988), Mitglied der Union pour un mouvement populaire
- Bernhard Zimburg, österreichischer Botschafter in Algerien, Indonesien und Japan

### Alumni des College of Europe in Natolin, Polen (seit 1992)
- Marija Pejčinović Burić, Generalsekretärin des Europarats
- Alyn Smith, Schottisches Mitglied des Europäischen Parlaments
- Rafał Trzaskowski, polnischer Politiker

## Studiengänge

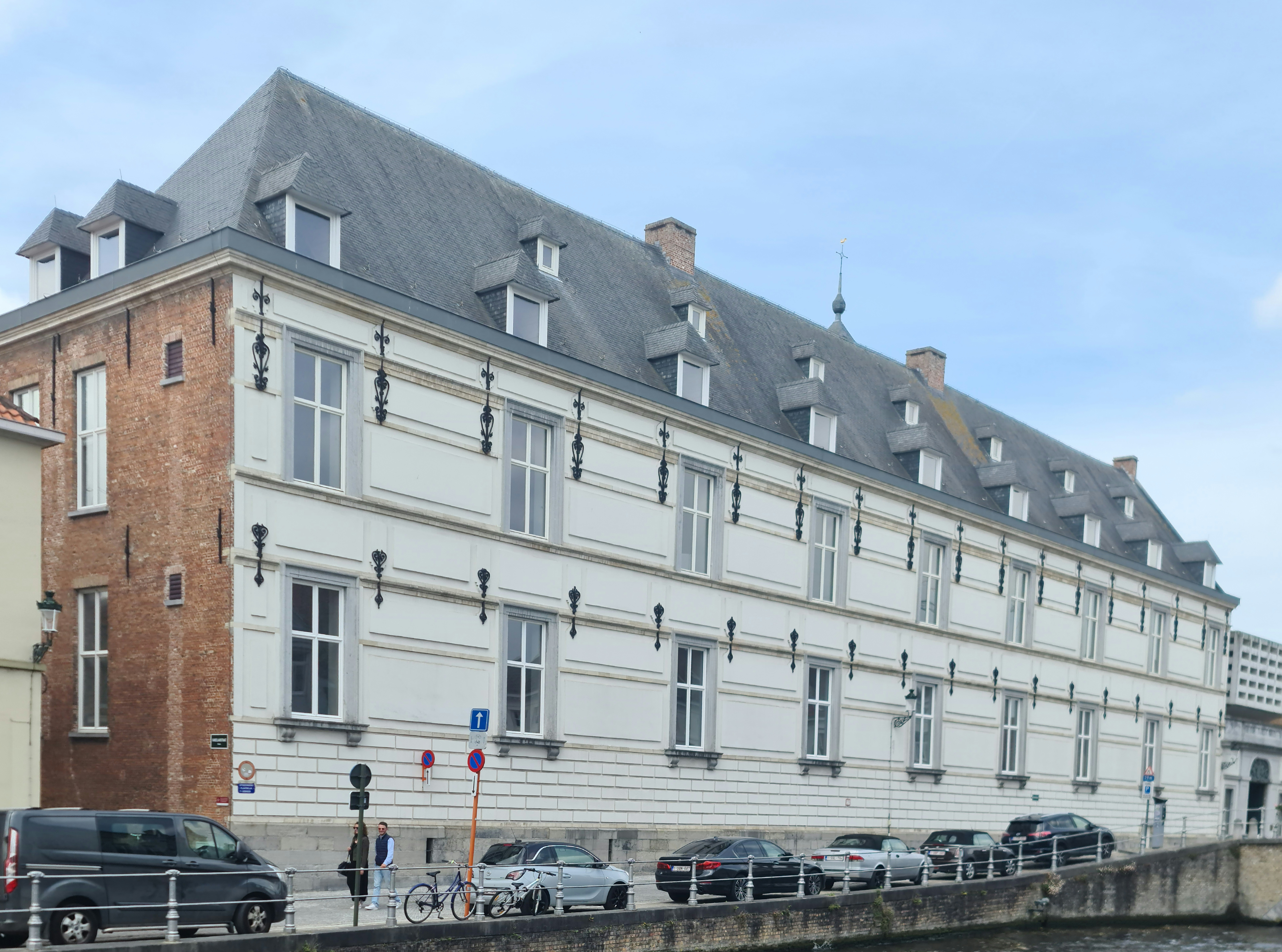
Die Abteilung „Verversdijk“ in Brügge

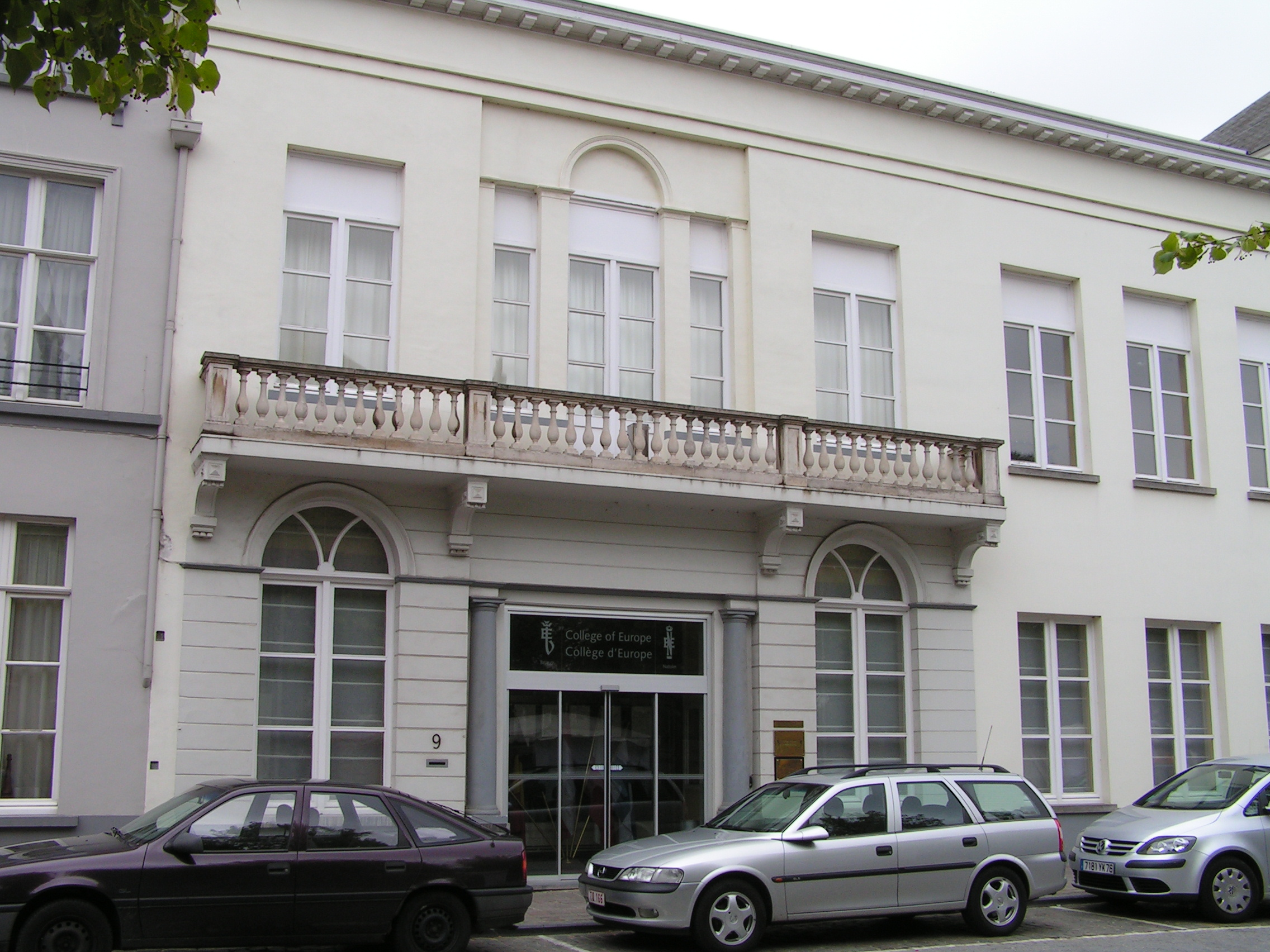
Die Abteilung „Dijver“ in Brügge

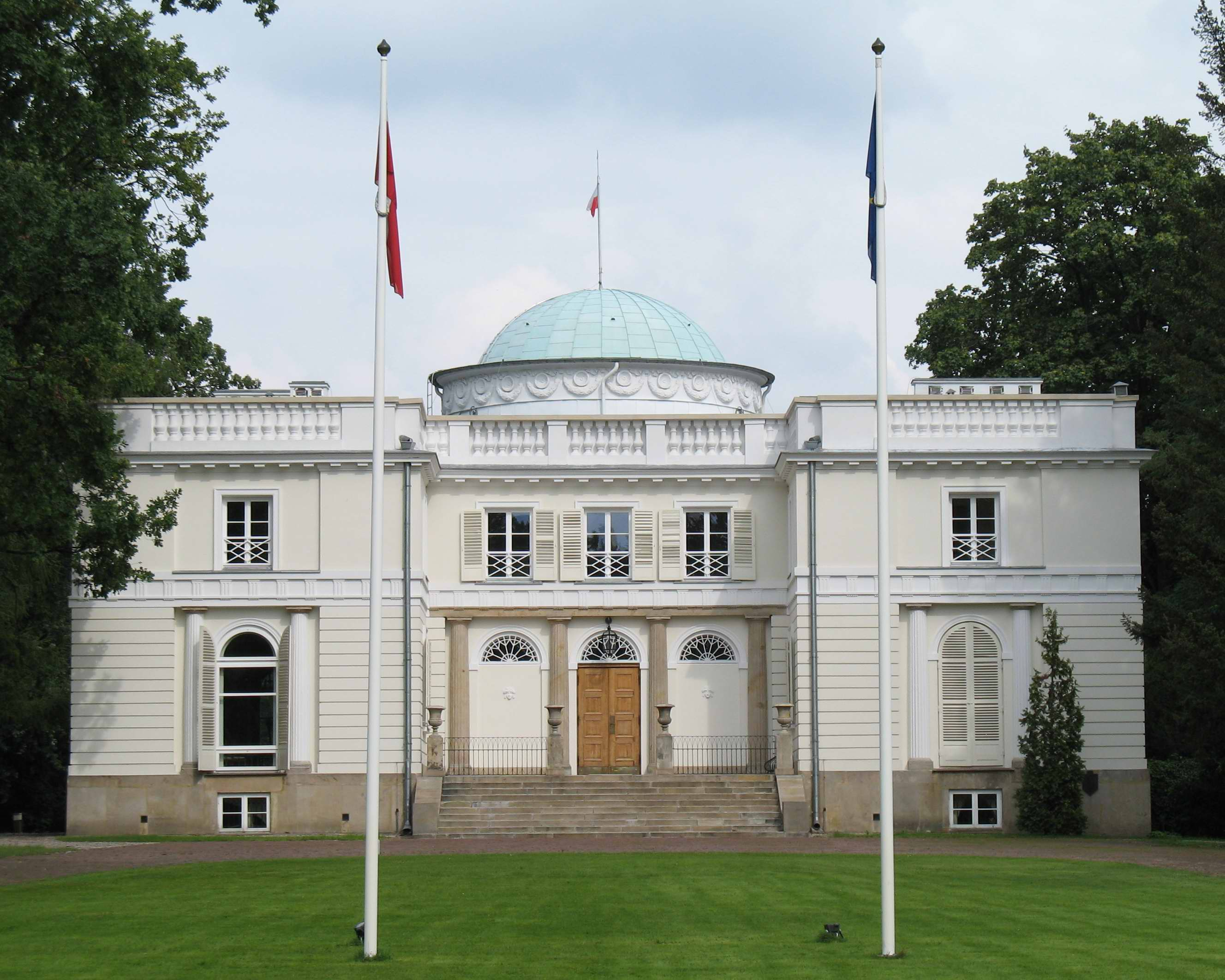
Der Potocki-Palast in Natolin

Folgende Postgraduierten-Studiengänge werden am Europakolleg angeboten:
- Master of Arts in European Political and Governance Studies (Master en Etudes politiques et de gouvernance européennes)
- Master of Science in European Economic Studies (Master en Etudes économiques européennes)
- Master of European Law (LL.M.) (Master en droit européen)
- Master of Arts in European Interdisciplinary Studies (Master en Études européennes interdisciplinaires)
- Master of Arts in EU International Relations and Diplomacy Studies (Master en Relations internationales et études diplomatiques de l´Union européenne)
- Master of Arts in Transatlantic Affairs (Zweijähriges Doppelstudium in Kooperation mit der Fletcher School)

Alle Lehrgänge dauern zehn Monate (Mitte September bis Mitte Juni), die Abschlussprüfungen finden Ende Mai/Anfang Juni statt. In Deutschland wird die Vergabe der Studienplätze und Stipendien durch das Netzwerk Europäische Bewegung vorgenommen. In Österreich nimmt der Österreichische Austauschdienst (ÖAD) die Auswahl der Studenten vor, in der Schweiz das Staatssekretariat für Bildung, Forschung und Innovation.

## Promotionen
Jahrgänge am College of Europe werden Promotionen genannt. Jede Promotion trägt den Namen eines berühmten Europäers. Auch die französische École nationale d’administration (ENA) hat diese Tradition.  Bei der Eröffnungszeremonie des Colleges führt jedes Jahr ein berühmter Politiker den Vorsitz. Dieser wird Orateur genannt; in den letzten Jahren gehörten unter anderem Angela Merkel, David Miliband, Jean-Claude Juncker, Javier Solana, José Manuel Barroso, Valéry Giscard d’Estaing, Juan Carlos I., Margaret Thatcher und François Mitterrand zu den Orateurs.
| Jahr      | Name der Promotion (Patron)         | Studenten | Redner bei der Eröffnungszeremonie (Orateur) Brügge sofern nicht anders angegeben | Wichtige Anciens Brügge sofern nicht anders angegeben                            |
| --------- | ----------------------------------- | --------- | --------------------------------------------------------------------------------- | -------------------------------------------------------------------------------- |
| 2024–2025 | Jacques Delors                      | n. a.     | Ursula von der Leyen (Tirana) & Luc Frieden (Natolin)                             |                                                                                  |
| 2023–2024 | Madeleine Albright                  | 472       | Petr Pavel (Brügge)                                                               |                                                                                  |
| 2022–2023 | David Sassoli                       | 472       | Roberta Metsola (Brügge) & Stevo Pendarovski (Natolin)                            |                                                                                  |
| 2021–2022 | Éliane Vogel-Polsky                 | 472       | Alexander De Croo (Brügge) & Olha Stefanischyna (Natolin)                         |                                                                                  |
| 2020–2021 | Mário Soares                        | 479       | Marcelo Rebelo de Sousa (Brügge) & Swjatlana Zichanouskaja (Natolin)              |                                                                                  |
| 2019–2020 | Hannah Arendt                       | 471       | Donald Tusk (Brügge)                                                              |                                                                                  |
| 2018–2019 | Manuel Marín                        | 468       | Antonio Tajani (Brügge) & Tibor Navracsics (Natolin)                              |                                                                                  |
| 2017–2018 | Simone Veil                         | 460       | António Costa (Brügge) & Andrzej Duda (Natolin)                                   |                                                                                  |
| 2016–2017 | John Maynard Keynes                 | 467       | Jean-Claude Juncker (Brügge) & Ivanna Klympush-Tsintsadze (Natolin)               |                                                                                  |
| 2015–2016 | Frédéric Chopin                     | 479       | Alexander Stubb (Brügge) & Johannes Hahn (Natolin)                                |                                                                                  |
| 2014–2015 | Giovanni Falcone & Paolo Borsellino | 437       | Mariano Rajoy (Brügge)                                                            |                                                                                  |
| 2013–2014 | Voltaire                            | 445       | Inigo Mendez de Vigo (Brügge) & Bronisław Komorowski (Natolin)                    |                                                                                  |
| 2012–2013 | Václav Havel                        | 444       | Helle Thorning-Schmidt (Brügge) & Vlad Filat (Natolin)                            |                                                                                  |
| 2011–2012 | Marie Curie                         | 448       | Giorgio Napolitano (Brügge) & José Manuel Barroso (Natolin)                       |                                                                                  |
| 2010–2011 | Albert Einstein                     | 435       | Angela Merkel (Brügge) & Štefan Füle (Natolin)                                    |                                                                                  |
| 2009–2010 | Charles Darwin                      | 402       | Jerzy Buzek (Brügge) & Toomas Hendrik Ilves (Natolin)                             |                                                                                  |
| 2008–2009 | Marcus Aurelius                     | 381       | Yves Leterme (Brügge) & Hans-Gert Pöttering (Natolin)                             |                                                                                  |
| 2007–2008 | Anna Politkowskaja & Hrant Dink     | 415       | David Miliband (Brügge) & Carl Bildt (Natolin)                                    |                                                                                  |
| 2006–2007 | Nicolaus Copernicus                 | 413       | Jean-Claude Juncker (Brügge) & Aljaksandr Milinkewitsch (Natolin)                 |                                                                                  |
| 2005–2006 | Ludwig van Beethoven                | 384       | Javier Solana (Brügge) & Wiktor Juschtschenko (Natolin)                           |                                                                                  |
| 2004–2005 | Montesquieu                         | 404       | José Manuel Barroso (Brügge) & Josep Borrell Fontelles (Natolin)                  | Nikola Poposki                                                                   |
| 2003–2004 | John Locke                          | 391       | Joschka Fischer (Brügge) & Danuta Hübner (Natolin)                                |                                                                                  |
| 2002–2003 | Bertha von Suttner                  | 370       | Valéry Giscard d’Estaing (Brügge) & Erhard Busek (Natolin)                        |                                                                                  |
| 2001–2002 | Simon Stevin                        | 365       | Giorgos Andrea Papandreou (Brügge) & Guy Verhofstadt (Natolin)                    |                                                                                  |
| 2000–2001 | Aristoteles                         | 375       | Giorgos Andrea Papandreou (Brügge) & Jan Kułakowski (Natolin)                     |                                                                                  |
| 1999–2000 | Wilhelm & Alexander von Humboldt    | 374       | Jacques Delors (Brügge) & Jean-Luc Dehaene (Natolin)                              |                                                                                  |
| 1998–1999 | Leonardo da Vinci                   | 337       | Jean-Luc Dehaene (Brügge) & Philip, Duke of Edinburgh (Natolin)                   | Pål Jonson                                                                       |
| 1997–1998 | Hendrik Brugmans                    | 326       | António Guterres (Brügge) & Ursula Stenzel (Natolin)                              |                                                                                  |
| 1996–1997 | Alexis de Tocqueville               | 319       | Wim Kok (Brügge) & Aleksander Kwaśniewski (Natolin)                               | Ledi Bianku                                                                      |
| 1995–1996 | Walter Hallstein                    | 306       | Klaus Hänsch (Brügge) & Jacques Santer (Natolin)                                  | Alexander Schallenberg                                                           |
| 1994–1995 | Ramon Llull                         | 296       | Juan Carlos I. (Brügge) & Andrzej Olechowski (Natolin)                            | Alexander Stubb, Alyn Smith (Natolin)                                            |
| 1993–1994 | Stefan Zweig                        | 263       | Thomas Klestil                                                                    | Geert Van Calster                                                                |
| 1992–1993 | Karl IV. (HRR)                      | 264       | Jacques Santer                                                                    | Helle Thorning-Schmidt, Stephen Kinnock, Andreas Maurer                          |
| 1991–1992 | Wolfgang Amadeus Mozart             | 212       | Flavio Cotti                                                                      | Nick Clegg, Árni Páll Árnason                                                    |
| 1990–1991 | Hans & Sophie Scholl                | 245       | Richard von Weizsäcker                                                            | Valerie Plame                                                                    |
| 1989–1990 | Denis de Rougemont                  | 200       | Jacques Delors                                                                    |                                                                                  |
| 1988–1989 | Christopher Dawson                  | 204       | Margaret Thatcher                                                                 | David McWilliams, Sylvie Lucas, Gry Tina Tinde                                   |
| 1987–1988 | Altiero Spinelli                    | 178       | François Mitterrand                                                               |                                                                                  |
| 1986–1987 | William Penn                        | 177       | Ruud Lubbers                                                                      |                                                                                  |
| 1985–1986 | Christopher Columbus                | 158       | Felipe Gonzalez                                                                   | Chris Hoornaert, Margaritis Schinas                                              |
| 1984–1985 | Madame de Staël                     | 123       | Altiero Spinelli                                                                  |                                                                                  |
| 1983–1984 | Jean Rey                            | 133       | Garret FitzGerald                                                                 | Marc van der Woude                                                               |
| 1982–1983 | Joseph Bech                         | 122       | Gaston Thorn                                                                      |                                                                                  |
| 1981–1982 | Johan Willem Beyen                  | 123       | Bruno Kreisky                                                                     | Enzo Moavero Milanesi                                                            |
| 1980–1981 | Jean Monnet                         | 131       | Simone Veil                                                                       | Philippe Régnier                                                                 |
| 1979–1980 | Salvador de Madariaga               | 140       | Dries van Agt                                                                     | Ursula Plassnik, Andrew Tyrie, Martin Donnelly, Marc Jaeger                      |
| 1978–1979 | Paul-Henri Spaak                    | 130       | Guy Spitaels                                                                      | Claudia Kahr, Bruno de Witte                                                     |
| 1977–1978 | Karl Renner                         | 128       | Mario Soares                                                                      | Louise Fréchette, Ferdinand Trauttmansdorff, Holger Michael, Thomas Mayr-Harting |
| 1976–1977 | Peter Paul Rubens                   | 120       | Leo Tindemans                                                                     | Jonathan Faull                                                                   |
| 1975–1976 | Adam Jerzy Czartoryski              | 101       | Edgar Faure                                                                       | David O’Sullivan                                                                 |
| 1974–1975 | Aristide Briand                     | 111       | Herman De Croo                                                                    | Simon Henry Ward Hughes                                                          |
| 1973–1974 | Giuseppe Mazzini                    | 92        | Karl Otto Pöhl                                                                    | Manuel Marín, Ioanna Babassika                                                   |
| 1972–1973 | Richard Nikolaus Coudenhove-Kalergi | 59        | George Brown                                                                      | Jo Leinen                                                                        |
| 1971–1972 | Dante Alighieri                     | 58        | Altiero Spinelli & Hendrik Brugmans                                               |                                                                                  |
| 1970–1971 | Winston Churchill                   | 57        | Jean Rey & Hendrik Brugmans                                                       | Luc Coene, Niels Egelund                                                         |
| 1969–1970 | Wilhelm II. (Oranien)               | 49        | Albert II. (Belgien) & Hendrik Brugmans                                           |                                                                                  |
| 1968–1969 | Konrad Adenauer                     | 47        | Robert van Schendel & Hendrik Brugmans                                            |                                                                                  |
| 1967–1968 | Comenius                            | 54        | Alfons de Vreese                                                                  |                                                                                  |
| 1966–1967 | George C. Marshall                  | 56        | Jean Rey & Hendrik Brugmans                                                       | Goenawan Mohamad                                                                 |
| 1965–1966 | Thomas More                         | 52        | Hendrik Brugmans                                                                  | Adrien Zeller, Josef Joffe, Nigel Forman                                         |
| 1964–1965 | Robert Schuman                      | 45        | Salvador de Madariaga & Hendrik Brugmans                                          | Lars-Jacob Krogh                                                                 |
| 1963–1964 | Thomas Paine                        | 48        | Hendrik Brugmans                                                                  | Helmut Türk                                                                      |
| 1962–1963 | August Vermeylen                    | 46        | Pierre Harmel & Hendrik Brugmans                                                  | György Schöpflin                                                                 |
| 1961–1962 | Gottfried Wilhelm Leibniz           | 37        | Hugo Geiger & Hendrik Brugmans                                                    | Albert Rohan                                                                     |
| 1960–1961 | Saint-Simon                         | 38        | Hendrik Brugmans                                                                  | Leif Terje Løddesøl                                                              |
| 1959–1960 | Sully                               | 43        | Hendrik Brugmans                                                                  | Torolf Raa, Gabriel Fragnière                                                    |
| 1958–1959 | Fridtjof Nansen                     | 40        | Hendrik Brugmans                                                                  | Franz Ceska, Frans Alphons Maria Alting von Geusau                               |
| 1957–1958 | Heinrich der Seefahrer              | 40        | Hendrik Brugmans                                                                  | Guy Spitaels                                                                     |
| 1956–1957 | Raoul Dautry                        | 36        | Hendrik Brugmans                                                                  | Jim Oberstar                                                                     |
| 1955–1956 | Virgil                              | 33        | Hendrik Brugmans                                                                  | Francesco Paolo Fulci                                                            |
| 1954–1955 | Alcide De Gasperi                   | 36        | Hendrik Brugmans                                                                  |                                                                                  |
| 1953–1954 | Erasmus                             | 39        | Hendrik Brugmans                                                                  | Ian McIntyre, Willibald Pahr                                                     |
| 1952–1953 | Tomáš Garrigue Masaryk              | 40        | Hendrik Brugmans                                                                  | Jon Ola Norbom, Otto von der Gablentz                                            |
| 1951–1952 | Juan Luis Vives                     | 30        | Hendrik Brugmans                                                                  |                                                                                  |
| 1950–1951 | Antoine de Saint-Exupéry            | 35        | Hendrik Brugmans                                                                  |                                                                                  |
| 1949      | Préparatoire (no name)              | 22        | J. van Hoestenberghe & Salvador de Madariaga                                      |                                                                                  |

## Professoren und Dozenten
Das College of Europe ist berühmt für sein Konzept der „Flying Faculty“. Nur wenige Professoren sind ausschließlich Lehrstuhlinhaber am College. Vielmehr kommen die Professoren als „Visiting Professor“ aus der Wissenschaft, Verwaltung und Privatwirtschaft. Somit kann eine besondere Nähe zur Praxis garantiert werden. Der Lehrkörper ist dabei mindestens so international wie die Studentenschaft. Das Europakolleg verfolgt das Prinzip zuerst ein Programm zu entwickeln und dann nach den besten Leuten zu suchen. Während des akademischen Jahres werden u. a. Konferenzen mit renommierten Praktikern wie Jean-Claude Juncker oder Günter Verheugen organisiert und Workshops, Simulationen, Diskussionsrunden und Exkursionen angeboten.

### Aktuelle und ehemalige Professoren (Auswahl)
- Alyson Bailes, ehemalige britische Diplomatin und Botschafterin in Finnland, Direktorin des Stockholm International Peace Research Institute (SIPRI), Visiting professor am EU International Relations and Diplomacy Studies Department des College of Europe
- Leszek Balcerowicz, Wirtschaftswissenschaftler, ehemaliger Vorsitzender der Polnischen Nationalbank und stellvertretender Premierminister in der Regierung Tadeusz Mazowiecki, Visiting Professor am College of Europe
- Stefan Collignon, Volkswirtschaftler, „Centennial Professor“ für europäische politische Ökonomie an der LSE, Gastprofessur zum Thema „Government“ an der Harvard University, Vorsitzender des wissenschaftlichen Rates des Centro Europa Ricerche (CER) in Rom,
- Aleš Debeljak, slowenischer Schriftsteller, Dichter und Herausgeber, Visiting Professor am College of Europe
- Marcell von Donat, deutscher Volkswirt und Autor, ehemaliger Kabinettchef des deutschen Kommissars Peter Schmidhuber, Visiting Professor am College of Europe von 1989 bis 1991
- Manfred Fuchs, österreichischer Ökonom und Politikwissenschaftler, Professor an der Karl-Franzens-Universität Graz, Referee der Academy of Management und Editorial Board Member des European Journal of International Management, Visiting Professor am College of Europe von 1996 bis 1997
- Bronisław Geremek, Chairholder des Chair of European Civilisation bis zu seinem Tod
- Sylvie Goulard, MdEP und ehemalige Präsidentin der Europäischen Bewegung Frankreich
- Sandro Gozi, seit 2012 italienischer Staatssekretär für europäische Angelegenheiten, Visiting Professor am College of Europe
- Sieglinde Gstöhl, Direktorin des Department of EU International Relations and Diplomacy Studies am College of Europe, ehemalige International Institutions Fellow am Center for International Affairs der Harvard-Universität
- Rudolf Hrbek, ehemaliger Professor für Politikwissenschaft an der Universität Tübingen
- Francis Geoffrey Jacobs, britischer Jurist, von 1988 bis 2006 Generalanwalt am Gerichtshof der Europäischen Gemeinschaften, Direktor des Zentrums für Europäisches Recht am King’s College London, Visiting Professor am College of Europe
- Michael Köhler, deutscher Islamwissenschaftler, derzeit Direktor für Europäische Nachbarschaftspolitik in der Generaldirektion für Entwicklung und Zusammenarbeit, EuropeAid, ehem. Kabinettschef beim EU-Kommissar Günther Oettinger, Vorsitzender der überparteilichen Europa-Union Brüssel, Visiting Professor am College of Europe
- Juliane Kokott, Visiting professor im European Legal Studies Department des College of Europe, Generalanwältin am Gerichtshof der Europäischen Union (EuGH), Titularprofessorin an der Universität St. Gallen.
- Dominique Moïsi, Mitgründer des Institut Français des Relations Internationales (IFRI), Pierre Keller Visiting Professor an der Harvard University und Professor am College of Europe in Natolin.
- Ignaz Seidl-Hohenveldern österreichischer Rechtswissenschaftler, Professor an der Universität des Saarlandes, an der Universität zu Köln und an der Universität Wien, Visiting Professor am College of Europe von 1956 bis 1974
- Alexander Stubb,  finnischer Ministerpräsident
- Gilbert Trausch, Luxemburger Historiker, Visiting Professor am College of Europe
- Roger François Philippe de Weck, Schweizer Publizist, aktuell Generaldirektor der Schweizerischen Radio- und Fernsehgesellschaft (SRG SSR), Visiting Professor am College of Europe in Brügge und Natolin
- Wolfgang Wessels, Visiting Professor am College of Europe, seit 1994 Inhaber des Jean-Monnet-Lehrstuhls am Forschungsinstitut für Politische Wissenschaft und Europäische Fragen der Universität zu Köln, Träger des „Jean Monnet – European Studies GOLD Awards“ der EU-Kommission

### Rektoren des College of Europe
- Hendrik Brugmans (1906–1997) (1949–1971)
- Jerzy Łukaszewski (* 1924) (1972–1990)
- Werner Ungerer (* 1927) (1990–1993)
- Gabriel Fragnière (* 1934) (1993–1995)
- Otto von der Gablentz (1930–2007) (1996–2001)
- Piet Akkermans (1942–2002) (2001–2002)
- Robert Picht (1937–2008) (a. i. 2002–2003)
- Paul Demaret (2003 – September 2013)
- Jörg Monar (September 2013 – September 2020)
- Federica Mogherini (seit September 2020)